# Zdzisław Kaczmarek (hydrolog)
Zdzisław Kaczmarek (ur. 7 sierpnia 1928 w Poznaniu, zm. 18 lutego 2008 w Warszawie) – polski hydrolog, pracownik naukowy Politechniki Warszawskiej, członek korespondent i członek rzeczywisty Polskiej Akademii Nauk.

## Życiorys
Od października 1947 pracował w Katedrze Hydrauliki i Hydrologii (w późniejszym okresie Katedra Hydrologii i Gospodarki Wodnej) Politechniki Warszawskiej. Najpierw jako zastępca asystenta, a następnie jako starszy asystent, aspirant. Od grudnia 1955 był adiunktem, a od lipca 1961 docentem. W latach 1958–1959 odbył 7-miesięczny kurs naukowy w Związku Radzieckim. W latach 1967–1970 był profesorem nadzwyczajnym PW. Od kwietnia 1970 był dyrektorem Instytutu Inżynierii Środowiska Politechniki Warszawskiej. W 1970 roku wydał podręcznik Metody statystyczne w hydrologii i meteorologii. Do jego zainteresowań naukowych należały w szczególności zastosowania metod statystyki matematycznej do zagadnień hydrologiczno-meteorologicznych. W latach 1963–1966 był dyrektorem Państwowego Instytutu Hydrologiczno-Meteorologicznego. W latach 1957–1960 był tam kierownikiem zakładu.
Był członkiem korespondentem Polskiej Akademii Nauk (od 1969 roku). W latach 1972–1974 wchodził w skład jej prezydium. W 1980 roku został jej członkiem rzeczywistym. W latach 1981–1988 był jej sekretarzem naukowym. W latach 1978–1980 Sekretarz Wydziału VII Nauk o Ziemi i Nauk Górniczych PAN.
W listopadzie 1952 został członkiem Polskiej Zjednoczonej Partii Robotniczej. Pełnił funkcję starszego instruktora w Wydziale Nauki i Oświaty KC PZPR. W latach 1972–1974 był podsekretarzem stanu w Ministerstwie Nauki, Szkolnictwa Wyższego i Techniki.